# Flugan (Skogs socken, Hälsingland, 677141-155782)
Flugan är en sjö i Söderhamns kommun i Hälsingland och ingår i Skärjåns huvudavrinningsområde. Sjön har en area på 0,0614 kvadratkilometer och ligger 59,1 meter över havet. Sjön avvattnas av vattendraget Skärjån (Tönsån).

## Delavrinningsområde
Flugan ingår i det delavrinningsområde (677112-155601) som SMHI kallar för Inloppet i Björkången. Medelhöjden är 96 meter över havet och ytan är 6 kvadratkilometer. Räknas de 50 avrinningsområdena uppströms in blir den ackumulerade arean 223,95 kvadratkilometer. Avrinningsområdets utflöde Skärjån (Tönsån) mynnar i havet. Avrinningsområdet består mestadels av skog (90 procent). Avrinningsområdet har 0,06 kvadratkilometer vattenytor vilket ger det en sjöprocent på 1 procent.